# Beni Ounif
Beni Ounif è un comune dell'Algeria, situato nella provincia di Béchar.